# Patrik Stenlund
Patrik Stenlund eller Patrik Johansson-Stenlund, född 11 oktober 1968, är en svensk f.d. friidrottare (stavhopp). Han tävlade för Västerås FI och KA 2 IF. Han blev utsedd till Stor Grabb nummer 421 år 1995.

## Främsta meriter
Patrik Stenlund hade det svenska rekordet i stavhopp 1995 till 1998. Han vann två SM-guld i stav. Han deltog i inomhus-EM 1994 och utomhus-EM 1998 utan att gå till final.

## Idrottskarriär
1990 vann Patrik Stenlund guld i stavhopp vid SM, på 5,30.
Han vann SM en andra gång år 1993 på 5,40. Detta år deltog han även i VM i Stuttgart men blev utslagen i kvalet.
År 1994 deltog han vid inomhus-EM i Paris där han kom på 15:e plats i kvalet och inte kvalificerade sig för finalen.
Den 13 juli 1995 slog Stenlund Peter Widéns svenska rekord från 1991 med en cm till 5,76. Han förlorade rekordet till Patrik Kristiansson 1998. Vid VM i Göteborg 1995 deltog han men blev utslagen i stavkvalet.
Han var med vid EM utomhus 1998 i Budapest. Liksom vid inne-EM 1994 blev han dock utslagen i kvalet.